# Hinxhill
Hinxhill est un hameau à l'est de Ashford, dans le comté du Kent, en Angleterre. Il fait partie du civil parish de Wye with Hinxhill, située près de Willesborough, Brook et Wye.